# Wilbert McClure

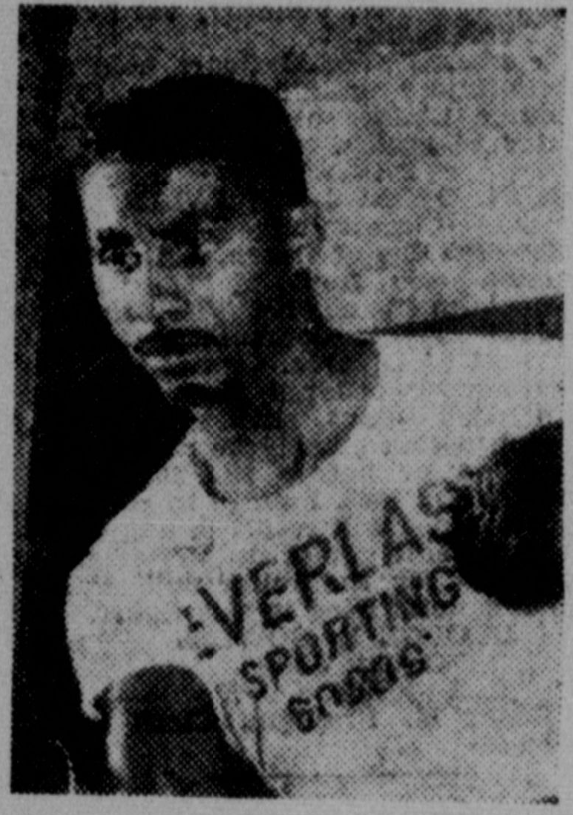
Wilbert McClure (1963)

Wilbert McClure, alias Skeeter, (* 29. Oktober 1938 in Toledo, Ohio, USA; † 7. August 2020) war ein US-amerikanischer Mittelgewichtsboxer.

## Amateur
McClure gewann 1958 das nationale „Golden Gloves“ Turnier sowie 1959 und 1960 die US-amerikanische Meisterschaft im Halbmittelgewicht. Auch bei den Panamerikanischen Spielen 1959 in Chicago belegte er in seiner Gewichtsklasse den ersten Platz.
Er wurde daraufhin für die Olympischen Spiele 1960 in Rom nominiert und gewann dort die Goldmedaille im Halbmittelgewicht. Im Finale besiegte er den Italiener Carmelo Bossi nach Punkten.

## Profikarriere
Seine vierzehn Siege zählende Profikarriere begann er bereits 1961. Im Januar 1963 besiegte er in Dortmund den Kroaten Nick Marić und im Dezember 1967 verlor er in London gegen den Briten Johnny Pritchett. Von diesen beiden Kämpfen abgesehen, kämpfte McClure ausschließlich in den USA. 1966 boxte er zweimal gegen Rubin Carter, verlor den ersten Kampf und erreichte in der zweiten Begegnung ein Unentschieden. 1970 beendete er seine Karriere.